# Timema
A Timema a rovarok (Insecta) osztályának botsáskák (Phasmatodea) rendbe, ezen belül Timematoidae családjába tartozó nem.
Az eddigi ismeretek szerint alrendjének, öregcsaládjának és családjának az egyetlen neme. A rovarnem 22 faja kizárólag az Egyesült Államokban illetve Mexikóban terjedt el.

## Rendszerezés
A nembe az alábbi 21 faj tartozik:
- Timema bartmani Vickery & Sandoval, 1997
- Timema boharti Tinkham, 1942
- Timema californicum Scudder, 1895
- Timema chumash Hebard, 1920
- Timema coffmani Sandoval & Vickery, 1998
- Timema cristinae Vickery, 1993
- Timema dorotheae Strohecker, 1966
- Timema douglasi Sandoval & Vickery, 1996
- Timema genevievae Rentz, 1978
- Timema knulli Strohecker, 1951
- Timema landelsensis Vickery & Sandoval, 2001
- Timema monikensis Vickery & Sandoval, 1998
- Timema morongensis Vickery, 2001
- Timema nakipa Vickery, 1993
- Timema nevadense Strohecker, 1966
- Timema petita Vickery & Sandoval, 2001
- Timema podura Strohecker, 1936
- Timema poppensis Vickery & Sandoval, 1999
- Timema ritensis Hebard, 1937
- Timema shepardi Vickery & Sandoval, 1999
- Timema tahoe Vickery, 1993